# Балич, Усеин Вели
Усеин Вели Балич (1884, Корбек, Таврическая губерния — не ранее 1939, Чиназ, Ташкентская область) — крымско-татарский педагог, общественный деятель. Народный комиссар просвещения Крымской АССР (1924—1928).

## Биография
В 1897—1902 годах учился в Симферопольской татарской учительской семинарии. В 1903—1907 годах работал учителем в Алуште и Симеизе. В 1905 году участвовал в революционном движении, арестовывался. 1907 и выслан за пределы Крыма. Три месяца находился в Турции, по возвращении работал в городской управе Бахчисарая.

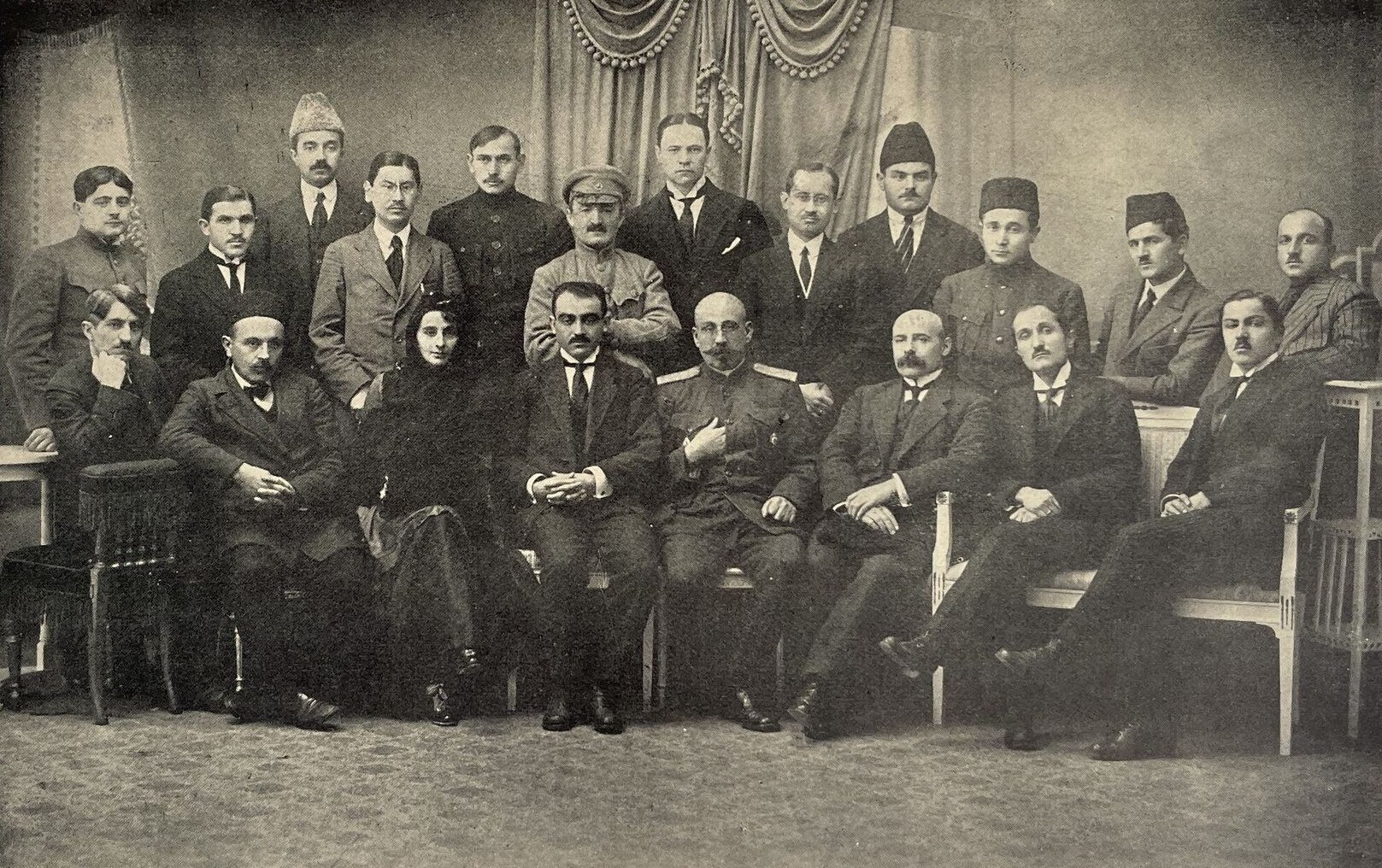
Усеин Вели Балич (сидит слева 1-й) среди лидеров крымскотатарского национального движения и общественно-политические деятели Азербайджана, Татарстана и Польши, 1919 год

В апреле 1917 года переехал в Ялту, где был избран членом земской управы и заведующий отделом народного образования. В 1918—1919 годах — инструктор Финансовой комиссии в Директории (правительстве Курултая). Сотрудничал с большевиками, после захвата Крыма Деникиным в подполье. После установки советской власти работал в органах народного образования: в 1921 году член Крымревкома и заведующий Крымнаркомпроса. В 1922—1923 годах в Москве, представитель КрАССР в Наркомнаце РСФСР.
После возвращения в Крым — заместитель председателя ЦИК КрАССР. С 1924 года нарком образования Крыма. Боролся за развитие школьного образования на крымскотатарском языке. Сторонник председателя ЦИК Крыма В. Ибраимова. После его ареста 1928 Балич был уволен с должности и исключен из партии за «сокрытие контрреволюционного прошлого». В 1929 году осуждён на 3 года (отбыл 1,5), в 1930 арестован второй раз, осуждён на 10 лет. Наказание отбывал на Соловках. По непроверенным данным освобождён в 1939 году. Проживал в Узбекистане.